# Jacques Jorda
Pour les articles homonymes, voir Jorda.
 (janvier 2020).
Si vous disposez d'ouvrages ou d'articles de référence ou si vous connaissez des sites web de qualité traitant du thème abordé ici, merci de compléter l'article en donnant les références utiles à sa vérifiabilité et en les liant à la section « Notes et références ».
Pas d'image ? Cliquez ici

a Compétitions nationales et continentales officielles uniquement.

Jacques Jorda, né le 1er avril 1948 à Elne, est un joueur et entraîneur de rugby à XIII.

## Biographie
Formé au rugby à XV au Stade toulousain, il fait avec ce club ses débuts en première division en 1966 avant de rejoindre Carcassonne en 1967 puis USA Perpignan en 1969.
En 1971, il change de code de rugby en optant pour le rugby à XIII et le club du XIII Catalan de Perpignan où il parvient à remporter le Championnat de France et la Coupe de France. Devenu entraîneur en 1977 Il dirige d'abord Saint-Jacques tout en restant joueur au XIII Catalan jusqu'en 1981 puis à Saint-Estève l'année suivante.
Il entraîne ensuite à Soler et à Palau avant de prendre en main le XIII Catalan et l'équipe de France menant cette dernière à un succès historique contre la Grande-Bretagne. Il termine sa carrière dans le comité directeur de la fédération française de rugby à XIII.
Dans la vie civile, Jacques Jorda, après des études à l'école hôtelière de Toulouse, est commis au sein de la mairie de Perpignan, puis responsable de la Société Mutuelle d'assurance des collectivités locales et enfin restaurateur sur Canet-en-Roussillon.

## Palmarès

### Palmarès de joueur
- Collectif :
  - Vainqueur du Championnat de France : 1979 et 1982(XIII Catalan).
  - Vainqueur de la Coupe de France : 1976, 1978 et 1980 (XIII Catalan).
  - Finaliste du Championnat de France : 1978, 1981 (XIII Catalan) et 1982 (Saint-Estève).
  - Finaliste de la Coupe de France : 1977 (XIII Catalan).

## Distinctions
- Chevalier de l'ordre national du Mérite (décret du 2 mai 2002)[2]